# Campeonato Departamental de Fútbol Sala de Guatemala 2019
El Campeonato Departamental de Fútbol Sala de Guatemala 2019 será la primera edición del Campeonato Departamental de Fútbol Sala. Será organizado por la Federación Nacional de Fútbol de Guatemala en colaboración con las Asociaciones Deportivas Departamentales.
El Campeonato busca fomentar la práctica y promoción de esta modalidad del fútbol a través de las Asociaciones Departamentales de Fútbol, quienes han sido capacitadas en el área técnica como deportiva en ambas disciplinas, con la intención de fortalecer el conocimiento, reglamentación y técnicas de juego del fútbol sala. 

## Organización

### Formato de competición
El torneo se desarrolla dividido en cuatro etapas: fase de grupos, cuartos de final, semifinales y final.
En la fase de grupos los dieciséis equipos participantes se dividen en 4 grupos de 4 equipos, cada equipo juega una vez contra sus rivales de grupo con un sistema de todos contra todos, los equipos son clasificados en los grupos según los puntos obtenidos en todos sus partidos jugados los cuales son otorgados de la siguiente manera:
- 3 puntos por partido ganado.
- 1 punto por partido empatado.
- 0 puntos por partido perdido.

Clasifican a los cuartos de final los dos primeros lugares de cada grupo. Si al término de la fase de grupos dos o más equipos terminan empatados en puntos se aplican los siguientes criterios de desempate:
- La diferencia de goles en los partidos del grupo.
- La mayor cantidad de puntos obtenidos en los partidos entre los equipos en cuestión.
- Juego limpio.

En los cuartos de final los 8 equipos clasificados a esta instancia forman 4 series de dos equipos, los ganadores de cada serie clasifican a las semifinales, los perdedores de las semifinales juegan el partido por el tercer lugar y los ganadores disputan la final del torneo. Los enfrentamientos de cuartos de final y semifinales se determinaron de la siguiente manera:
| Cuartos de final - Ganador Grupo A - Segundo Grupo B (Semifinalista 1) - Ganador Grupo B - Segundo Grupo A (Semifinalista 2) - Ganador Grupo C - Segundo Grupo D (Semifinalista 3) - Ganador Grupo D - Segundo Grupo C (Semifinalista 4) | Semifinales - Semifinalista 1 - Semifinalista 2 - Semifinalista 3 - Semifinalista 4 |

Los cuartos de final, semifinales y final se juegan con un sistema de eliminación directa, si algún partido de estas fases termina empatado luego de los noventa minutos de tiempo de juego reglamentario se procede a jugar un tiempo extra consistente en dos periodos de 15 minutos, si la igualdad persiste se define al ganador mediante tiros desde el punto penal.

### Sedes
| Estadio            | Ciudad                | Departamento | Grupo designado |
| ------------------ | --------------------- | ------------ | --------------- |
| Domo TIGO          | Ciudad de Guatemala   | Guatemala    | Grupo A         |
| Gimnasio CDAG      | Santa Cruz del Quiché | Quiché       | Grupo B         |
| Gimnasio Municipal | Barberena             | Santa Rosa   | Grupo C         |
| Gimnasio CDAG      | Sololá                | Sololá       | Grupo D         |

## Equipos participantes
Dieciséis asociaciones departamentales inscribieron a su equipo representativo para la competición
| Equipos participantes | Equipos participantes | Equipos participantes | Equipos participantes |
| --------------------- | --------------------- | --------------------- | --------------------- |
| Guatemala             | Quiché                | Santa Rosa            | Sololá                |
| El Progreso           | Izabal                | Jalapa                | Huehuetenango         |
| Chimaltenango         | Petén                 | Jutiapa               | Suchitepéquez         |
| Sacatepéquez          | Alta Verapaz          | Escuintla             | Totonicapán           |

## Fase de grupos

### Grupo A
| Equipo        | Pts | PJ | PG | PE | PP | GF | GC | Dif |
| ------------- | --- | -- | -- | -- | -- | -- | -- | --- |
| Guatemala     | 0   | 0  | 0  | 0  | 0  | 0  | 0  | 0   |
| El Progreso   | 0   | 0  | 0  | 0  | 0  | 0  | 0  | 0   |
| Chimaltenango | 0   | 0  | 0  | 0  | 0  | 0  | 0  | 0   |
| Sacatepéquez  | 0   | 0  | 0  | 0  | 0  | 0  | 0  | 0   |

Guatemala  5 - 7  El Progreso
Chimaltenango  4 - 5  Sacatepéquez
Guatemala  4 - 5  Chimaltenango
Sacatepéquez  11 - 4  El Progreso
Guatemala  7 - 10  Sacatepéquez
Chimaltenango  5 - 3  El Progreso

### Grupo B
| Equipo       | Pts | PJ | PG | PE | PP | GF | GC | Dif |
| ------------ | --- | -- | -- | -- | -- | -- | -- | --- |
| Quiché       | 0   | 0  | 0  | 0  | 0  | 0  | 0  | 0   |
| Izabal       | 0   | 0  | 0  | 0  | 0  | 0  | 0  | 0   |
| Petén        | 0   | 0  | 0  | 0  | 0  | 0  | 0  | 0   |
| Alta Verapaz | 0   | 0  | 0  | 0  | 0  | 0  | 0  | 0   |

Quiché  11 - 0  Izabal
Alta Verapaz  1 - 0  Petén
Quiché  8 - 3  Petén
Alta Verapaz  7 - 2  Izabal
Quiché  4 - 2  Alta Verapaz

### Grupo C
| Equipo     | Pts | PJ | PG | PE | PP | GF | GC | Dif |
| ---------- | --- | -- | -- | -- | -- | -- | -- | --- |
| Santa Rosa | 0   | 0  | 0  | 0  | 0  | 0  | 0  | 0   |
| Jalapa     | 0   | 0  | 0  | 0  | 0  | 0  | 0  | 0   |
| Jutiapa    | 0   | 0  | 0  | 0  | 0  | 0  | 0  | 0   |
| Escuintla  | 0   | 0  | 0  | 0  | 0  | 0  | 0  | 0   |

Escuintla  5 - 9  Jutiapa
Jalapa  6 - 0  Santa Rosa

### Grupo D
| Equipo        | Pts | PJ | PG | PE | PP | GF | GC | Dif |
| ------------- | --- | -- | -- | -- | -- | -- | -- | --- |
| Sololá        | 0   | 0  | 0  | 0  | 0  | 0  | 0  | 0   |
| Huehuetenango | 0   | 0  | 0  | 0  | 0  | 0  | 0  | 0   |
| Suchitepéquez | 0   | 0  | 0  | 0  | 0  | 0  | 0  | 0   |
| Totonicapán   | 0   | 0  | 0  | 0  | 0  | 0  | 0  | 0   |

Sololá  6 - 2  Huehuetenango
Sololá  18 - 1  Totonicapán

## Fase final
|  | Cuartos de final | Cuartos de final |              |  | Semifinales  | Semifinales  |              |  | Final        | Final |  |
|  |                  |                  |              |  |              |              |              |  |              |       |  |
|  |                  |                  |              |  |              |              |              |  |              |       |  |
|  | Bandera de ?     |                  |              |  |              |              |              |  |              |       |  |
|  |                  |                  |              |  |              |              |              |  |              |       |  |
|  | Bandera de ?     |                  |              |  |              |              |              |  |              |       |  |
|  |                  | Bandera de ?     |              |  |              |              |              |  |              |       |  |
|  |                  |                  |              |  |              |              |              |  |              |       |  |
|  |                  |                  | Bandera de ? |  |              |              |              |  |              |       |  |
|  | Bandera de ?     |                  |              |  |              |              |              |  |              |       |  |
|  |                  |                  |              |  |              |              |              |  |              |       |  |
|  | Bandera de ?     |                  |              |  |              |              |              |  |              |       |  |
|  |                  |                  |              |  |              | Bandera de ? |              |  |              |       |  |
|  |                  |                  |              |  |              |              |              |  |              |       |  |
|  |                  |                  | Bandera de ? |  |              |              |              |  |              |       |  |
|  | Bandera de ?     |                  |              |  |              |              |              |  |              |       |  |
|  |                  |                  |              |  |              |              |              |  |              |       |  |
|  | Bandera de ?     |                  |              |  |              |              |              |  |              |       |  |
|  |                  | Bandera de ?     |              |  |              | Tercer lugar | Tercer lugar |  |              |       |  |
|  |                  |                  |              |  |              | Tercer lugar | Tercer lugar |  |              |       |  |
|  |                  |                  | Bandera de ? |  |              |              |              |  |              |       |  |
|  | Bandera de ?     |                  |              |  | Bandera de ? |              |              |  |              |       |  |
|  | Bandera de ?     |                  |              |  |              |              |              |  |              |       |  |
|  | Bandera de ?     |                  |              |  |              |              |              |  | Bandera de ? |       |  |
|  | Bandera de ?     |                  |              |  |              |              |              |  | Bandera de ? |       |  |
|  |                  |                  |              |  |              |              |              |  |              |       |  |